# Rivière Kokombis
Rivière Kokombis är ett vattendrag i Kanada. Det ligger i provinsen Québec, i den sydöstra delen av landet, 400 km öster om huvudstaden Ottawa.